# بمب‌گذاری ۲۰۱۶ شهر سیده زینب
بمب‌گذاری‌های ۲۰۱۶ شهر سیده زینب سوریه یک سری بمب‌گزاری در زندیک حرم زینب در شهر سیده زینب در بخش جنوبی ریف دمشق در سوریه است که منجر به کشته شدن ۶۰ تن و زخمی شدن ۱۱۰ دیگر شد. داعش مسئولیت این هجوم را به عهده گرفت و اعلام کرد دو نفر از اعضایش این حمله را انجام دادند.